# Reuters

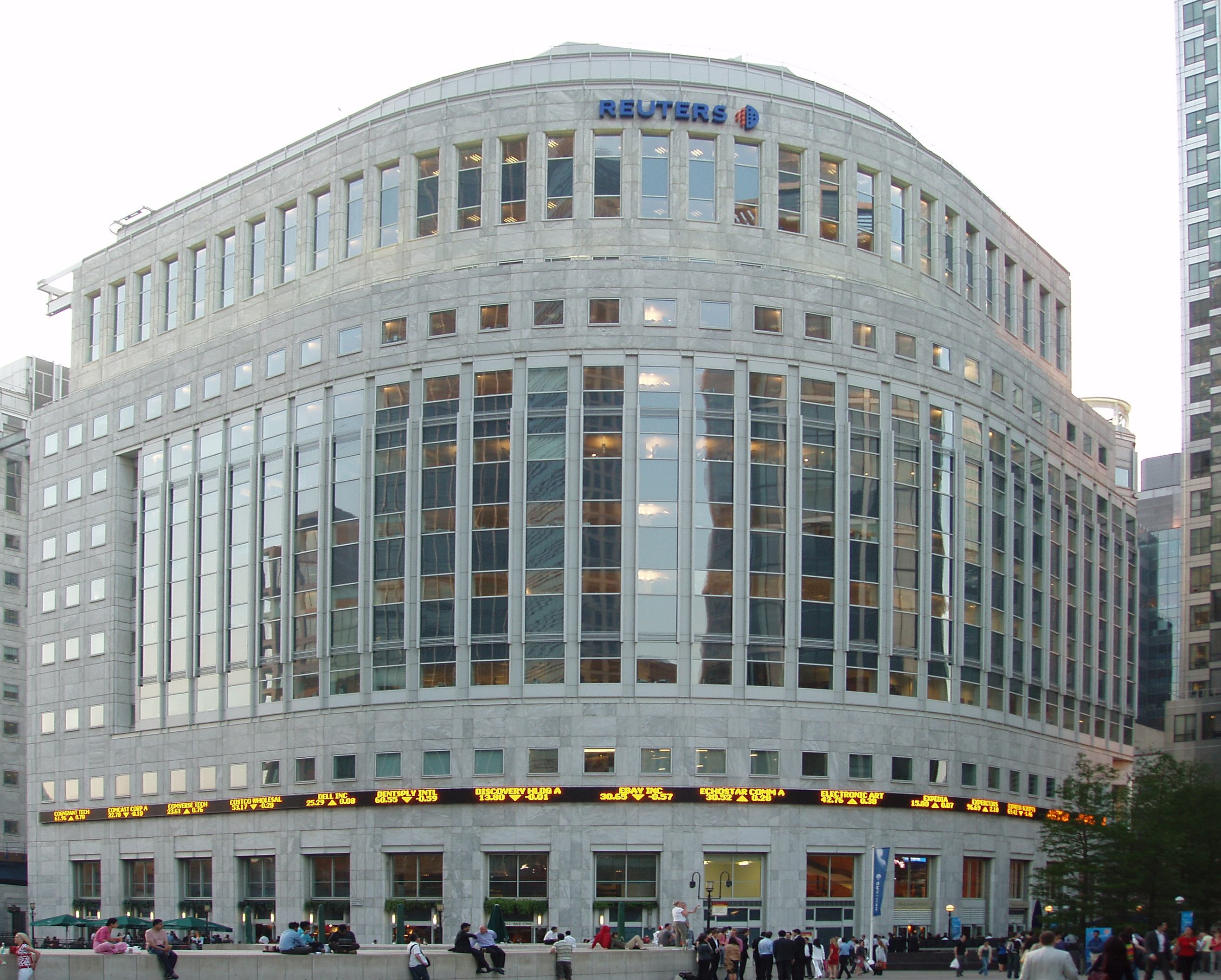
Reuters huvudkontor i Canary Wharf i London.

Reuters är en London-baserad nyhetsbyrå.
Tillsammans med Associated Press (AP) och Agence France-Presse (AFP) är den en av de tre stora nyhetsbyråerna.

## Historia
1849 grundade Paul Reuter en nyhetsbyrå i Aachen där han förmedlade nyheter från staden till Bryssel. Detta täppte till läckan i telegraflinjen mellan Paris och Berlin vilket resulterade i att nyheter kunde förmedlas mellan städerna mycket snabbare än med tåg. Han rapporterade bland annat färska nyheter från Parisbörsen. Företaget expanderade sedan med den nybyggda telegraflinjen mellan Brittiska öarna och kontinenten. År 1851 grundade han i London det moderna Reuters som kom att bli ett mycket framgångsrikt företag. Företaget är fortfarande en av världens största nyhetsbyråer och har ännu idag sitt huvudkontor i London.